# Nanny McPhee – A varázsdada
A Nanny McPhee – A varázsdada (eredeti cím: Nanny McPhee) 2005-ben bemutatott amerikai–angol–francia fantasy-filmvígjáték, melyet Emma Thompson forgatókönyvéből Kirk Jones rendezett. A film alapjául Christianna Brand Nurse Matilda című könyvsorozata szolgált. A főbb szerepekben Emma Thompson, Colin Firth és Angela Lansbury látható.
Az Egyesült Királyságban 2005. október 28-án, az USA-ban 2006. január 27-én mutatták be a mozikban. Összességében pozitív kritikákat kapott és bevételi szempontból is jól teljesített.
Folytatása, a Nanny McPhee és a nagy bumm 2010-ben jelent meg.

## Cselekmény
Mr. Brown (Colin Firth) egyedül neveli árván maradt hét kisgyerekét. A kis rosszaságok mindent megtesznek, hogy az újabb és újabb nevelőnőket elüldözzék. Váratlanul azonban egy új nevelőnő érkezik, a csúf  Nanny McPhee (Emma Thompson), aki varázserejét is felhasználva egykettőre rendet tesz a ház körül, csak kettőt koppint a görbe botjával és minden úgy történik, ahogyan ő akarja. Miután megnevelte az árván maradt gyerekeket még a ház urának is sikerül egy új fiatal feleséget találnia, majd a nevelőnő, amilyen váratlanul érkezett, olyan váratlanul tovább is áll.

## Szereplők
| Szerep                                 | Színész                | Magyar hangja (1. szinkron, 2006) |
| -------------------------------------- | ---------------------- | --------------------------------- |
| Nanny McPhee                           | Emma Thompson          | Kovács Nóra                       |
| Mr. Cedric Brown                       | Colin Firth            | Kőszegi Ákos                      |
| Evangeline                             | Kelly Macdonald        | Zsigmond Tamara                   |
| Simon Brown                            | Thomas Brodie-Sangster | Morvay Gábor                      |
| Tora Brown                             | Eliza Bennett          | Talmács Márta                     |
| Lily Brown                             | Jennifer Rae Daykin    | Kántor Kitty                      |
| Eric Brown                             | Raphael Coleman        | Morvay Bence                      |
| Sebastian Brown                        | Samuel Honywood        | Czető Ádám                        |
| Christianna Brown                      | Holly Gibbs            | Ungvári Zsófi                     |
| Lady Adelaide Stitch nagynéni          | Angela Lansbury        | Kassai Ilona                      |
| Szaporáné asszony / Mrs. Selma Quickly | Celia Imrie            | Borbás Gabi                       |
| Locskáné asszony / Mrs. Blatherwick    | Imelda Staunton        | Szabó Éva                         |
| Letitia                                | Elizabeth Berrington   | Györgyi Anna                      |
| Boka úr / Mr. Wheen                    | Derek Jacobi           | Versényi László                   |
| Toka úr / Mr. Jowls                    | Patrick Barlow         | Harsányi Gábor                    |
| Mrs. Partridge (hangja)                | Phyllida Law           | Kovács Nóra                       |